# Коденцово
Коденцово — село в Каменском районе Воронежской области России.
Административный центр Коденцовского сельского поселения

## География
Село расположено в верховьях реки Гнилая Россошь.

## История
Эта земля в конце XVII века принадлежала войсковым жителям Острогожска. Они держали здесь скотные дворы и пасеки. В связи с ростом Острогожска и нехваткой земли около города — часть его жителей поселилась на постоянное жительство в степи. Первым обосновался Зиновий Коденцов, от которого и получил своё название населённый пункт. Это произошло не позже 1710 года. Точнее датировать время его происхождения не представляется возможным.
Рядом с хатой Зиновия Коденцова построились другие острогожцы: Скрыпченко, Шевченко, Воробей, Нескоромный, Мищенко. Известна подворная ведомость хутора 1767 года — в нём более 40 дворов и во главе их считается старшим крестьянин Леон Зиновьевич Коденцов, который и дал показания для составления ведомости. Это был сын основателя села Зиновия Коденцова.
В 1767 году здесь было шесть семей, носящих фамилию Коденцов — все они были потомки и ближайшие родственники основателя села. В 1809—1815 годах в Коденцево построена каменная Благовещенская церковь и после этого Коденцово стало считаться полноценным селом. С этого момента уже велись церковные книги (книги находятся в Воронежском архиве). Церковь имела два штата священнослужителей. В 1835 году в селе насчитывалось 1523 жителя, 170 дворов из них 28 дворов принадлежало крестьянам с фамилией Коденцов. В 1859 году число дворов выросло до 177, а население до 1636 жителей.
В селе ежегодно проходила ярмарка и имелась крупная маслобойня. Богатыми людьми считались священник Смирницкий и купец Помиранцев. Земли вокруг Коденцово принадлежали помещику Нагурскому. В 1859 году три семьи переселились в Томскую губернию. В 1868 году из Коденцово переселились в Семиреченскую область 70 ревизских душ. Выселялись на вольные земли в основном люди состоятельные, державшие до 150 овец и десятка по два рогатого скота. В 1867 году в селе была начальная школа, в ней училось 30 мальчиков и 8 девочек. В 1900 году в селе Коденцево было 404 двора и 2690 жителей которым принадлежало 5552 десятин земли, церковь, волостное правление, земская школа, 25 ветряных мельниц, три молочных лавки и оптовый склад.
В 1909 году в семье учителей родился писатель Николай Владимирович Романовский (погиб в 1943 году). В 1921 году в селе Коденцово был открыт дом для содержания детей, осиротевших в гражданскую войну. Дети содержались за счёт крестьян села. Эта традиция была продолжена и после окончания Великой Отечественной войны по 1953 год.
Источник: рукопись «Каменский район: Страницы истории и современность» 2004 год. Ф. А. Воробьёв.